# Trinidad (imię)
Trinidad – jest żeńskim imieniem hiszpańskim, w języku hiszpańskim oznacza Trójca co stanowi nawiązanie do Trójcy Świętej.
- Trinidad Jiménez